# Cystodytes fuscus
Cystodytes fuscus är en sjöpungsart som beskrevs av Monniot 1988. Cystodytes fuscus ingår i släktet Cystodytes och familjen Polycitoridae. Inga underarter finns listade i Catalogue of Life.